# Nick Walker
Nick Walker é uma pesquisadora norte-americana, autora, criadora de webcomics e professora de aikido, conhecida por cunhar o termo neuroqueer, estabelecer os fundamentos da teoria neuroqueer e contribuir para o desenvolvimento dos constructos teóricos da neurodiversidade. Ela é professora do California Institute of Integral Studies (CIIS).

## Infância e formação
Walker cresceu em um projeto habitacional de baixa renda em Nova Jersey, passou parte de sua juventude como sem-teto e começou a frequentar a faculdade na casa dos 30 anos. Ela recebeu um Associate of Arts em artes liberais do Berkeley City College, após o qual frequentou o CIIS, onde recebeu um Bachelor of Arts em estudos interdisciplinares, um Master of Arts em psicoterapia de aconselhamento e um Doctor of Philosophy em estudos transformadores.
Walker começou a praticar aikido aos 12 anos de idade, inspirada pela novela Babel-17 de Samuel R. Delany. Ela começou a ensinar aikido ainda no final da adolescência e continuou a praticar e ensinar mesmo durante os períodos em que ficou sem teto.

## Carreira
Walker é professora do California Institute of Integral Studies e ensina aikido no Aiki Arts Center em Berkeley, Califórnia. Seu trabalho acadêmico concentra-se nas interseções da psicologia somática, psicologia transpessoal, teoria queer, neurodiversidade e criatividade. Ela se descreve como uma "futurista queer".
É editora-chefe da editora independente Autonomous Press, de propriedade de trabalhadores, e editora consultora da revista World Futures.

### Obra literária
Walker começou a escrever sobre neurodiversidade e a desenvolver sua conceituação do paradigma da neurodiversidade em 2003, em fóruns on-line de ativistas autistas. Seu primeiro artigo sobre neurodiversidade publicado foi o ensaio "Throw Away the Master's Tools: Liberating Ourselves from the Pathology Paradigm", publicado em 2012. De 2013 a 2017, Walker publicou uma série de ensaios sobre neurodiversidade em seu site (inicialmente intitulado Neurocosmopolitanism e depois rebatizado de Neuroqueer), antes de passar a publicar seu trabalho em locais acadêmicos mais tradicionais.
Em 2021, Walker publicou seu livro Neuroqueer Heresies: Notes on the Neurodiversity Paradigm, Autistic Empowerment, and Postnormal Possibilities, coletando seus ensaios existentes juntamente com 120 páginas de novo material refletindo a evolução subsequente de seus pontos de vista.
Walker também escreveu e publicou histórias de ficção especulativa ambientadas no mesmo universo da webcomic Weird Luck e co-editou vários volumes da antologia anual de histórias Spoon Knife para a Autonomous Press.

### Paradigma da neurodiversidade
Walker tem contribuído significativamente para o desenvolvimento do paradigma da neurodiversidade (também chamado, por alguns autores, como modelo da neurodiversidade). De acordo com Walker, o paradigma da neurodiversidade tem três princípios fundamentais:
1. "A neurodiversidade - a diversidade entre as mentes - é uma forma natural, saudável e valiosa de diversidade humana."[4]
2. "Não existe um estilo 'normal' ou 'correto' de mente humana."[4]
3. "A dinâmica social que se manifesta em relação à neurodiversidade é semelhante à dinâmica social que se manifesta em relação a outras formas de diversidade humana."[4]

Ela distingue o paradigma da neurodiversidade do que ela chama de paradigma da patologia, no qual as normas culturais predominantes de funcionamento cognitivo são equiparadas à saúde, e presume-se que a divergência dessas normas representa patologia.
Walker enfatiza que sua formulação do paradigma da neurodiversidade não rejeita a ideia de enquadrar certas formas de neurodivergência como patológicas e procurar tratá-las. Ela se opõe a enquadrar o autismo como uma patologia com base no fato de que abordá-lo como se fosse uma patologia não serve efetivamente ao objetivo de promover o bem-estar do autista. Ela cita o traumatismo cranioencefálico como um exemplo de uma forma de neurodivergência que é adequadamente vista por uma lente médica.
De acordo com o filósofo britânico e teórico da neurodiversidade Robert Chapman, a formulação do paradigma da neurodiversidade por Walker possibilitou "uma análise mais ampla que vai muito além do autismo" e "ofereceu não apenas esperança a inúmeras pessoas neurodivergentes, mas também um ideal para o qual trabalhar coletivamente".

### Teoria neuroqueer
Walker originalmente cunhou o termo neuroqueer em 2008, em um artigo escrito para um curso de pós-graduação em psicologia somática. O termo tinha a intenção de encapsular a percepção de Walker de que a neuronormatividade era socialmente construída e incutida como a heteronormatividade, e que "a neuronormatividade e a heteronormatividade estão fundamentalmente entrelaçadas uma com a outra e, portanto, qualquer queering significativo da neuronormatividade é também inevitavelmente um queering da heteronormatividade" e vice-versa.
A formulação de Walker da teoria neuroqueer se desenvolveu ao longo do tempo e, em 2014, foi influenciada por conversas com os colegas acadêmicos Athena Lynn Michaels-Dillon, que também havia criado o termo neuroqueer de forma independente, e M. Remi Yergeau, que vinha explorando conceitos semelhantes e usando o termo queerness neurológico. Walker escreveu a primeira definição formal de neuroqueer em um ensaio intitulado "Neuroqueer: An Introduction" (Neuroqueer: uma introdução), que ela publicou em seu site em 2015.
O livro de Yergeau chamado Authoring Autism: On Rhetoric and Neurological Queerness (2018) fez uso extensivo do conceito de neuroqueer. Em 2021, Walker apresentou uma articulação abrangente da teoria neuroqueer e suas premissas em um ensaio intitulado "A Horizon of Possibility: Some Notes on Neuroqueer Theory", que aparece como o capítulo final e mais longo de seu livro Neuroqueer Heresies.
De acordo com Walker, "a Teoria Neuroqueer aplica a estrutura da Teoria Queer ao domínio da neurodiversidade e expande o escopo da Teoria Queer para abranger gênero, sexualidade e neurodivergência, bem como as interseções de gênero e sexualidade com a neurodiversidade". Baseando-se no trabalho de teóricos queer pós-essencialistas, como Judith Butler, que enquadram os papéis binários de gênero cisheteronormativos como modos de desempenho socialmente impostos, Walker argumenta que não existe um "cérebro neurotípico" e que a neurotipicidade é um desempenho socialmente aprendido e imposto, entrelaçado com o desempenho da cisheteronormatividade.
Embora o termo neuroqueer tenha passado a ser usado popularmente como rótulo de identidade, Walker afirma que essa nunca foi sua intenção, que neuroqueer "não é um mero sinônimo de neurodivergente ou de identidade neurodivergente combinada com identidade queer" e que a teoria neuroqueer é "uma abordagem da neurodiversidade que se afasta radicalmente da política de identidade essencialista". Ela enfatiza que "neuroqueer é, antes de tudo, um verbo. Neuroqueering é uma prática ou, mais precisamente, um conjunto de práticas continuamente emergentes e potencialmente infinitas - modos de ação criativamente subversivos e transformadores nos quais qualquer pessoa pode optar por se envolver".

## Vida pessoal
Walker é queer, transfeminina e autista. Ela é casada com a também professora de aikido Azzia Walker e tem uma filha.